# کامیل جدرژیوسکی
کامیل جدرژیوسکی (زاده ۲۴ آوریل ۲۰۰۲) یک ورزشکار تیراندازی فرانسوی است. او در مسابقات تپانچه بادی ۱۰ متر و تپانچه ۲۵ متر تخصص دارد.

## افتخارات
جدرژیوسکی دو مدال را در مسابقات تیراندازی قهرمانی جوانان جهان در سال ۲۰۲۱ به دست آورد، قبل از اینکه به فینال جام جهانی در سال ۲۰۲۲ راه یابد، مدال طلا و نقره را کسب کرد. او در بازی‌های اروپایی ۲۰۲۳ مدال نقره انفرادی در تپانچه بادی و همچنین مدال نقره تیمی تپانچه بادی زنان را کسب کرد.